# Podbury
Podbury – kwaśne, piaszczysto-kamieniste gleby o brunatnym lub brunatno-rdzawym zabarwieniu występujące w północnej części strefy tajgi.
Podbury są glebami strefowymi dla bezmarzłociowej strefy tajgi (podstrefy tajgi północnej) w obrębie strefy gleb pasa umiarkowanie chłodnego . Strefa ta znajduje się w obrębie klimatu borealnego. Tajga północna składa się z niezbyt gęstych lasów sosnowych lub świerkowych z domieszką brzozy, osiki i modrzewia z porostami, mchami i krzewami w runie .
Gleby te są zbudowane z przepuszczalnych utworów piaszczystych, żwirowo-piaszczystych lub kamienisto-piaszczystych zapewniających dobre natlenienie. Profil glebowy przyjmuje układ O-A-B-C. Na powierzchni, w tzw. poziomie ektopróchnicy  lub próchnicy nadkładowej , znajdują się słabo rozłożone resztki roślinne. Poniżej leży poziom humusowy z wysoko zdyspergowanym humusem, który wymyty do głębszego poziomu tworzy tam z żelazem i glinem ciemnobrunatne kompleksy. Profil podburów morfologicznie przypomina gleby rdzawe, gdzie brak jest widocznego poziomu eluwialnego. Analizy chemiczne mogą jednak wykazać nieznaczne przemieszczenie półtoratlenków żelaza i glinu w głąb profilu co chemicznie upodabnia podbury do tzw. gleb skrytobielicowych (ang. cryptopodzolic soils) . Są to gleby o kwaśnym odczynie i nienasyconym kompleksie sorpcyjnym .
Nazwa podburów (ros. Подбуры) wywodzi się z rosyjskiej klasyfikacji gleb. Według międzynarodowej systematyki gleb WRB zalicza się je do Regosols (Brunic) lub Podzols. Według amerykańskiej systematyki Soil Taxonomy należą one do rzędu Inceptisols lub Spodosols .